# Grootcirkel

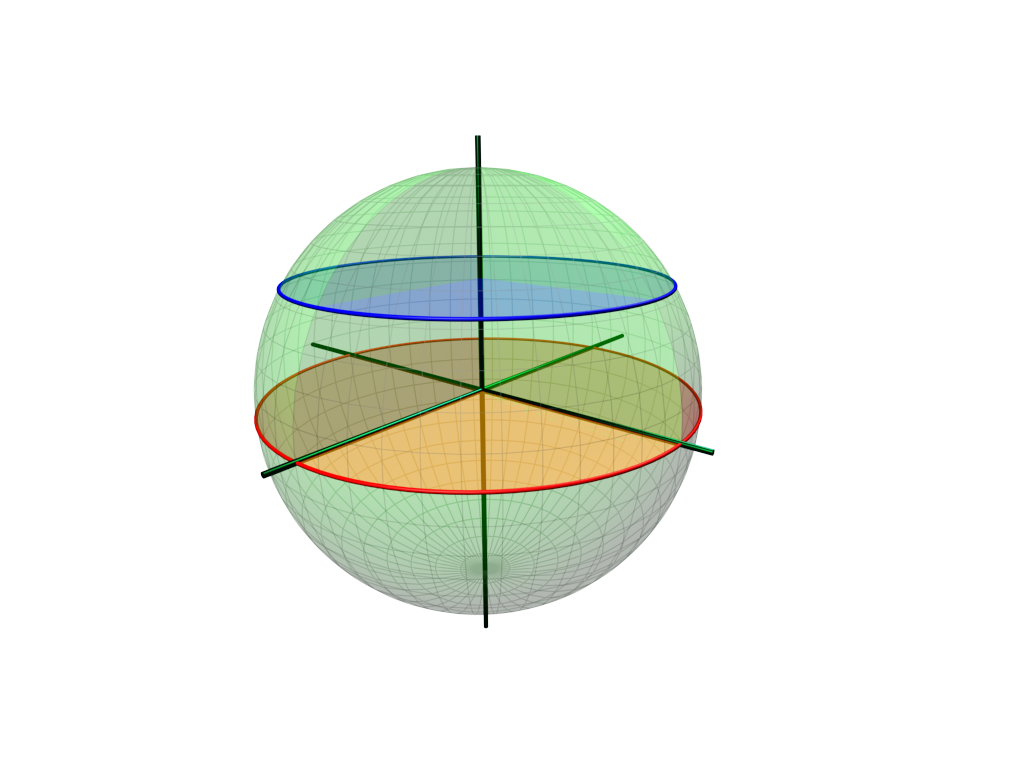

Een grootcirkel, grote cirkel of orthodroom is een cirkel op een boloppervlak, waarvan de straal gelijk is aan de straal van de bol. Dit betekent ook dat het middelpunt van alle grootcirkels en van de bol samenvallen. Wanneer men een doorsnede van een bol door dit middelpunt construeert, levert dit een schijf op, waarvan de omtrek een grootcirkel is. De antipode van een punt op een bol ligt op alle grootcirkels die door het punt zelf gaan.
De kortste verbinding tussen twee punten op een bol, gemeten over de oppervlakte, is altijd een deel van een grootcirkel. Grootcirkels zijn geodeten. De evenaar is een grootcirkel op het oppervlak van de Aarde. Dit is bijvoorbeeld van invloed op de scheepsnavigatie, waarbij grootcirkelnavigatie in plaats van loxodroomnavigatie wordt gebruikt. Zo vaart een schip dat de Atlantische Oceaan oversteekt een op een grootcirkel lijkende route, terwijl deze route op sommige kaarten als een omweg overkomt. Alleen op kaarten in de gnomonische projectie zijn alle grootcirkels en meridianen rechte lijnen, wat handig is om de kortste route te bepalen. Door de afplatting van de Aarde zijn meridianen niet precies halve cirkels. Twee tegenover elkaar liggende meridianen vormen samen een ellips.
Alle andere cirkels over een boloppervlak dan de grootcirkels worden kleincirkel genoemd.